# There Is Always One More Time
《There Is Always One More Time》은 1991년에 발매된 미국의 블루스 음악가 B.B. 킹의 음반이다. 타이틀곡을 공동 작곡한 독 포머스에게 헌정되었고, 첫 번째 싱글은 〈Back in L.A.〉였다.
킹은 라이너 노트에 《There Is Always One More Time》이 그의 최고의 음반이라고 썼다.

## 배경
이 음반은 스튜어트 리바인에 의해 프로듀싱되었다. 프레디 워싱턴은 베이스를 연주했고 짐 켈트너는 드럼을 연주했다. 조 샘플은 대부분의 노래를 작곡했다. 타이틀곡에는 4분짜리 기타 솔로곡이 수록되어 있다. 킹은 많은 노래들에 복음적인 요소들을 포함하기로 선택했다.

## 평가
| 전문가 평가                           | 전문가 평가 |
| 평가 점수                             | 평가 점수   |
| 출처                                  | 점수        |
| ------------------------------------- | ----------- |
| AllMusic                              | [ 13 ]      |
| Calgary Herald                        | B+          |
| Chicago Tribune                       | [ 7 ]       |
| The Penguin Guide to Blues Recordings | [ 15 ]      |
| The San Diego Union-Tribune           | [ 11 ]      |
| Windsor Star                          | B+          |

《뉴욕 타임스》는 "복음적인 타이틀곡이 나올 때까지 킹의 목소리와 기타는 호른, 키보드, 백업 보컬, 붐비는 드럼에 의해 가려지고, 이 음반은 혼란과 감미를 없애기 위해 리믹스가 필요하다"라고 썼다. 《캘거리 헤럴드》는 킹이 "현대적이고 편안한 블루스 산책을 가지고 돌아온다"고 말했다.
《토론토 스타》는 이 음반을 "멋지고 느긋한 블루스"라고 생각했다. 《에보니》는 "'비열하고 사악한'은 그의 미시시피 교육을 반영하는 반면, 감동적이고 우울한 타이틀곡은 블루스 고전이 될 것이 확실하다"고 결론지었다. 《시카고 트리뷴》은 〈The Lowdown〉을 "킹의 열정적인 보컬을 위해 만들어진 고전적인 애프터 아워 블루스"라고 불렀다.

## 곡 목록
모든 곡들은 특별한 언급이 없는 한 조 샘플과 윌 제닝스에 의해 작사/작곡하였다.
| #  | 제목                              | 작사·작곡          | 재생 시간 |
| -- | --------------------------------- | ------------------ | --------- |
| 1. | 〈I'm Moving On〉                 |                    | 4:15      |
| 2. | 〈Back in L.A.〉                  |                    | 5:00      |
| 3. | 〈The Blues Come over Me〉        |                    | 5:13      |
| 4. | 〈Fool Me Once〉                  |                    | 4:18      |
| 5. | 〈The Lowdown〉                   |                    | 4:11      |
| 6. | 〈Mean and Evil〉                 | 아서 애덤스        | 4:20      |
| 7. | 〈omething up My Sleeve〉         | 애덤스             | 4:27      |
| 8. | 〈Roll, Roll, Roll〉              |                    | 5:57      |
| 9. | 〈There Is Always One More Time〉 | 독 포머스, 켄 허시 | 8:26      |